# نوبوری

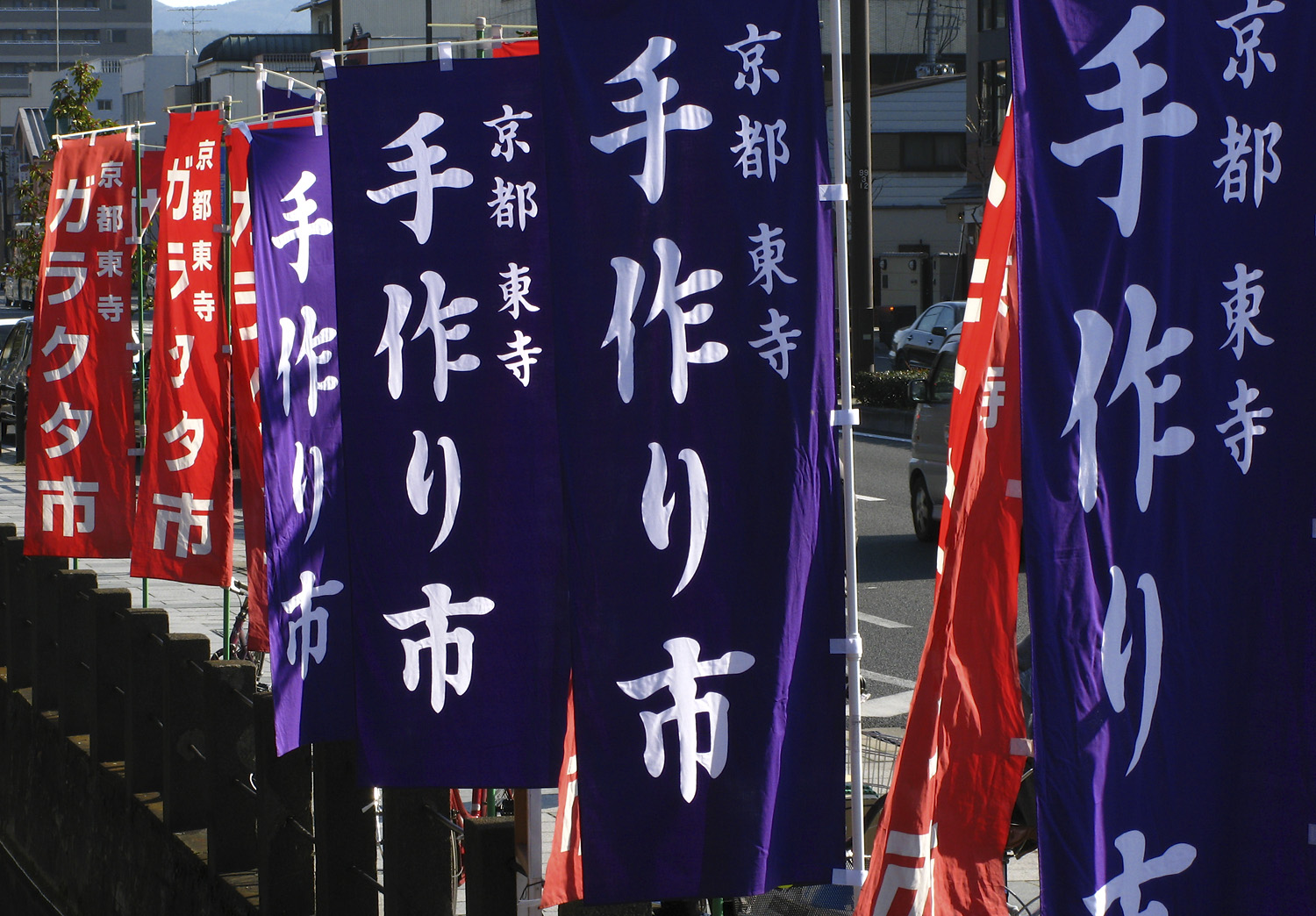
این پرچم‌های رنگی نوبوری در خارج از توجی بیان می‌کنند که بازاری در زمین‌های معبد ایجاد خواهد شد.

نوبوری (به ژاپنی: 幟) با معنای لغوی برنوشته، معنی ویژه‌ای در نبردهای دوران فئودالی ژاپن داشت. نوبوری نوعی پرچم بود که برای مشخص کردن واحدها در ارتش بکار می‌رفت. بکارگیری نوبوری در دوره سن‌گوکو رواج یافت و جایگزین هاتاجیروشی شد. نوبوری پرچمی دراز و باریک بود که بر قابی محکم می‌شد که از پیچیدن آن جلوگیری می‌کرد.
از آن گاهی برای تمایز گذاشتن بین واحدهای مختلف ارتش استفاده می‌شد اما اگهی نیز همه آن‌ها را به‌طور یک‌شکل می‌ساختند تا اثر ترس‌آور و تأثیرگذاری بر جنگجویان دشمن بگذارد.
امروزه از نوبوری در جشنواره‌ها، مسابقات ورزشی، سخنرانی‌ها، خوشآمدگویی‌ها و گاهی برای مشخص کردن گروه‌های سیاسی در انتخابات بکار می‌رود. 

## نگارخانه

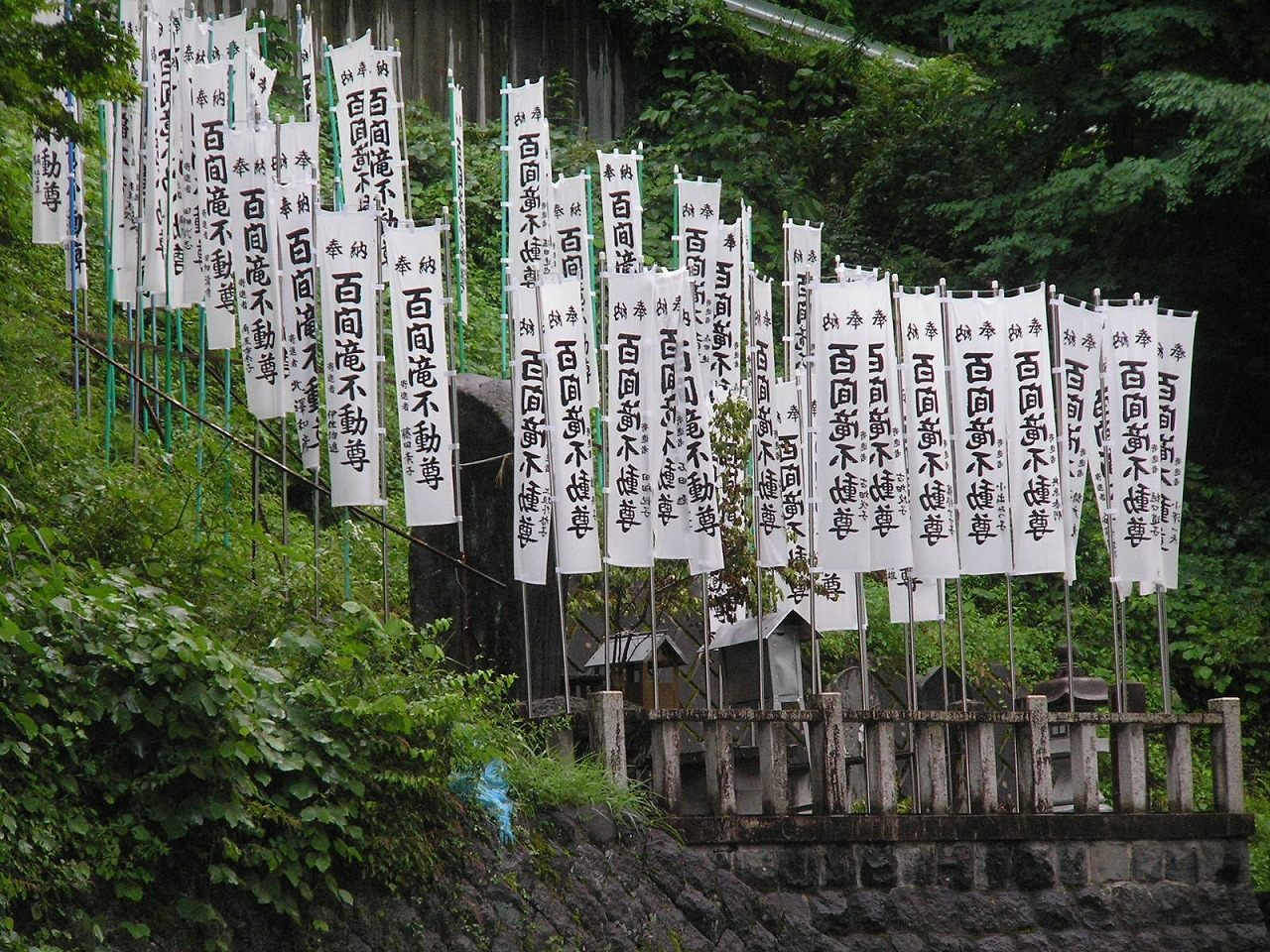
نوبوری‌های جینجا
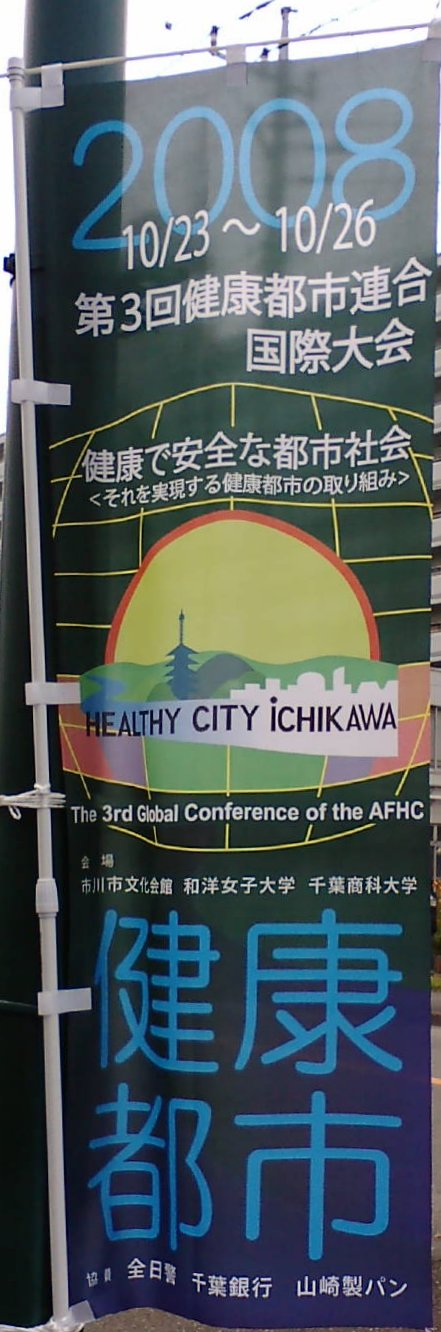
نوبوری دربارهٔ برگزاری کنفرانس ای‌اف‌اچ‌سی
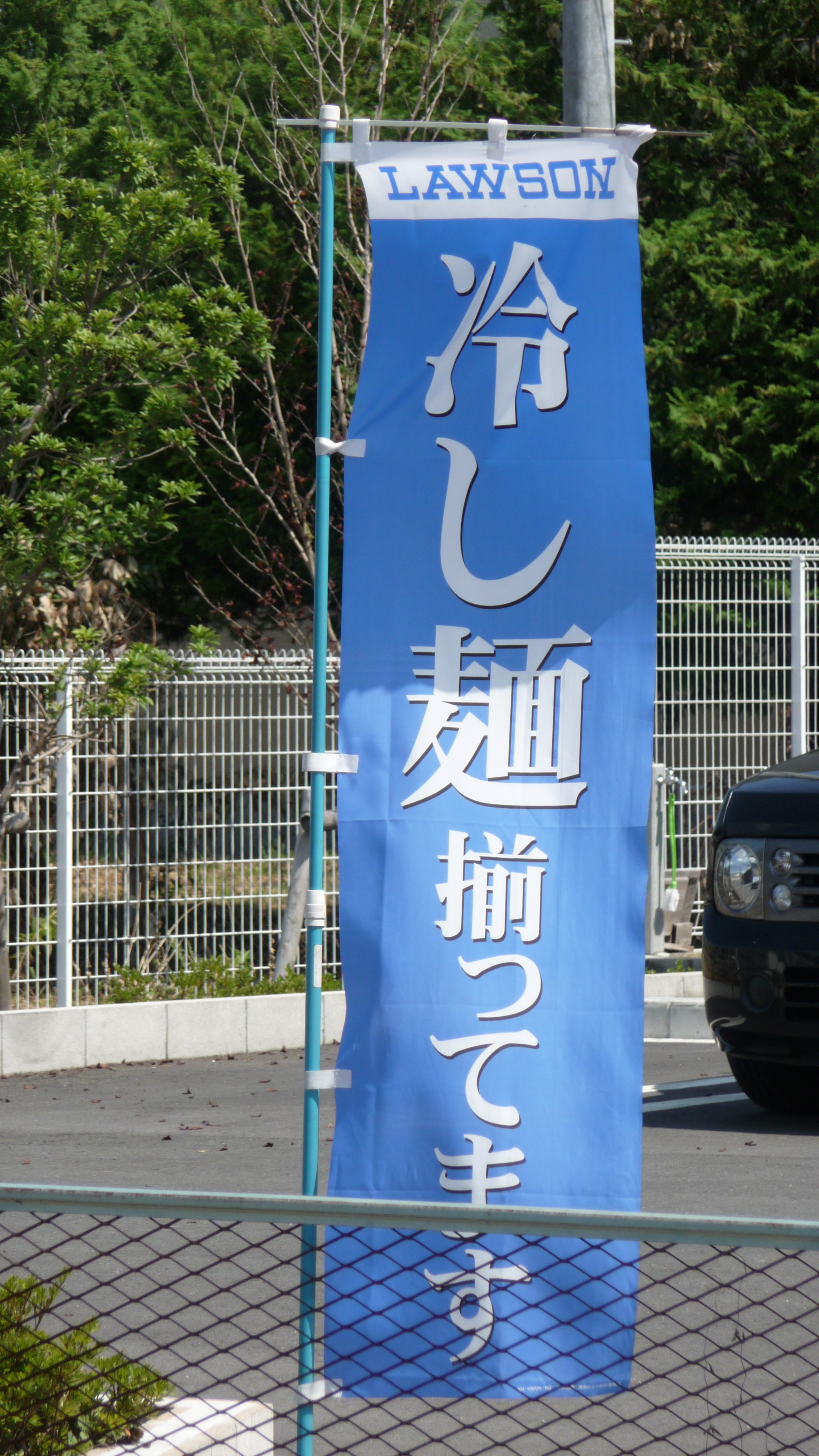
آگهی فروش لوازم خانگی در یک فروشگاه